# بوليكاربوس

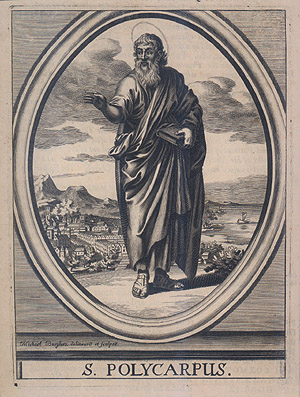
القديس بوليكاربوس أسقف سميرنا (إزمير حالياً).

بوليكاربوس (باليونانية: Πολύκαρπος)، ولد حوالي سنة 69، سماه القديس يوحنا أسقفاً على مدينة سميرنا (حالياً في إزمير تركيا)، وقد شهد القديس إيرينيئوس أسقف ليون عن قداسة سيرته، وأنه تعلم على أيدي الرسل، وأنه تحدث مع القديس يوحنا وغيره ممّن عاينوا يسوع المسيح على الأرض.
كتب القديس بوليكاربوس أسقف سميرنا رسالة إلى أهل فيلبي، تكشف لنا عن حال الكنيسة البكر في أوروبا في القرن الثاني.

## إستشهاده
استشهد في الثالث و العشرين من فبراير عام 167م في عهد الوالي مرقس اوريليوس وتعيد له الكنيسة القبطية في التاسع و العشرين من أمشير.